# Yaren Alaca
Yaren Alaca (* 29. Mai 2003 in Bursa) ist eine türkische Schauspielerin und Influencerin.

## Leben und Karriere
Alaca wuchs in Bursa auf. Sie begann ihre Karriere zunächst als Influencerin, wobei sie Inhalte wie Lip-Sync-Videos auf TikTok sowie Vlogs und Tutorials auf YouTube veröffentlichte. Auf TikTok hat sie über 5,7 Millionen Follower, während ihr Instagram-Account über 1,3 Millionen Abonnenten zählt.
Ihr Schauspieldebüt gab sie 2021 in der Serie Kaçış. Bekannt ist sie vor allem durch ihre Rollen in den Filmen Corontina 19, The Fix-It Man. 2024 lebt sie in Istanbul.

## Filmografie
- 2021: Kaçış (Fernsehserie)
- 2022: Corontina 19
- 2022: The Fix-It Man (Tamirhane)

## Diskografie

### Singles
- 2020: Gözler Üzerimde (mit Mir)
- 2022: Babydoll (mit Özkan Meydan)